# Juan de la Cruz Ramos Cano
Juan de la Cruz Ramos Cano, conegut simplement com a Juande Ramos (Pedro Muñoz, Ciudad Real, 25 de setembre de 1954) és un futbolista retirat i entrenador de futbol.

## Trajectòria esportiva
Va començar a jugar al futbol a l'Elx CF on jugava com a defensa central, arribant a jugar tres partits a Primera divisió. Després va jugar a l'Alacant CF, l'Eldense, el CD Linares i el CD Alcoià, fins que una greu lesió al genoll va fer que es retirés del futbol amb 28 anys.
Com a entrenador, va començar a dirigir les categories inferiors el 1990, vuit anys després de retirar-se com a futbolista. Va dirigir l'Il·licità de Tercera Divisió durant la temporada 1991/92, entrenant posteriorment a l'CE Alcoià de Segona B, entre 1992 i 1994, d'on va fitxar pel Llevant UE. Amb l'equip granota va aconseguir disputar la promoció a Segona divisió, on entrenaria la temporada següent, però dirigint al CD Logroñés, amb el qual pujà a Primera divisió. Aquest èxit li va permetre fitxar pel filial del FC Barcelona, amb el qual va baixar a Segona Divisió B la temporada 1996-97. A la temporada següent fitxà per la UE Lleida.
Va tornar a aconseguir l'ascens a Primera amb el Rayo Vallecano, a la temporada 1998-99, aconseguint la permanència i arribant a disputar els quarts de final de la Copa de la UEFA del 2001 a la seva tercera temporada a l'entitat madrilenya.
La temporada 2001-02 va classificar al Reial Betis per a la Copa de la UEFA, a l'any que el Betis tornava a Primera. Després d'una breu estada a l'Espanyol, on va ser destituït a la cinquena jornada de la campanya 2002-03. L'any següent va fitxar pel Màlaga CF, que dirigí durant una temporada.
Després d'un any sense entrenar cap equip, l'entrenador castellanomanxec va fitxar pel Sevilla FC a la temporada 2005-06 on aconsegueix dues Copes de la UEFA, una Supercopa d'Europa, una Copa del Rei i la Supercopa d'Espanya de 2007. Aconsegueix també classificar l'equip andalús a la Lliga de Campions de la UEFA, i després d'una magnífica temporada, fitxa pel Tottenham Hotspur FC anglès.
El 24 de febrer de 2008, quatre mesos després d'arribar a Anglaterra, va guanyar la Copa de la Lliga, el primer títol de l'equip en nou anys. Els mals resultats al començament de la temporada 2008-09, així com el descontentament dels jugadors amb la disciplina i els hàbits alimentaris imposats per l'entrenador espanyol, van fer que l'acomiadessin el 26 d'octubre de 2008.
El 9 de desembre de 2008, Juande Ramos va substituir a Bernd Schuster al capdavant de l'equip tècnic del Reial Madrid CF, exercint el càrrec fins al juny del 2009, quan va ser substituït per Manuel Pellegrini.

## Palmarès

### Com a entrenador
CD Logroñés
- Segona Divisió
  - Subcampió (1): 1995–96

 Rayo Vallecano
- Segona Divisió
  - Promoció (1): 1998–99

 Sevilla FC
- Copa de la UEFA
  - Campió (2): 2005-06, 2006-07
- Supercopa d'Europa
  - Campió (1): 2006
  - Subcampió (1): 2007
- Copa del Rei
  - Campió (1): 2006-07
- Supercopa d'Espanya
  - Campió (1): 2007

 Tottenham Hotspur FC
- Copa de la Lliga
  - Campió (1): 2007-08

### Individual
- Trofeu Miguel Muñoz
  - Campió (1): 2006-2007

## Estadístiques com a entrenador
| Equip                | País  | Des de             | Fins a            | Dades  | Dades | Dades | Dades | Dades      |
| Equip                | País  | Des de             | Fins a            | Jugats | G     | E     | P     | % Guanyats |
| -------------------- | ----- | ------------------ | ----------------- | ------ | ----- | ----- | ----- | ---------- |
| Reial Madrid         |       | 9 de desembre 2008 | 1 de juny 2009    | 24     | 17    | 1     | 6     | 70.83      |
| Tottenham Hotspur FC |       | 27 d'octubre 2007  | 25 d'octubre 2008 | 54     | 21    | 16    | 17    | 38.89      |
| Sevilla FC           |       | 1 de juliol 2005   | 26 d'octubre 2007 | 133    | 75    | 28    | 30    | 56.39      |
| Málaga CF            |       | 1 de juliol 2003   | 30 de juny 2004   | 38     | 15    | 6     | 17    | 39.47      |
| RCD Espanyol         |       | 1 de juliol 2002   | setembre 2002     | 5      | 0     | 1     | 4     | 0          |
| Reial Betis          |       | 1 de juliol 2001   | 30 de juny 2002   | 38     | 15    | 14    | 9     | 39.47      |
| Rayo Vallecano       |       | 1998               | 2001              | 118    | 44    | 34    | 40    | 37.29      |
| UE Lleida            |       | 1997               | 1998              | 42     | 18    | 9     | 15    | 42.86      |
| FC Barcelona B       |       | 1996               | 1997              | 38     | 7     | 13    | 18    | 18.42      |
| CD Logroñés          |       | 1995               | 1996              | 38     | 20    | 9     | 9     | 52.63      |
| Llevant UE           |       | 1994               | 1995              | 44     | 23    | 14    | 7     | 52.27      |
| CD Alcoià            |       | 1992               | 1994              | 76     | 24    | 26    | 26    | 31.58      |
| Total                | Total | Total              | Total             | 624    | 262   | 170   | 192   | 41.99      |

* dades actualitzades a (24 d'octubre de 2008).